# Tako je govorio Zaratustra
Tako je govorio Zaratustra  (njem. Also sprach Zarathustra) je djelo njemačkoga filozofa Friedricha Nietzschea, nastalo između 1883. i 1885., a koje govori o mudracu koji se spušta sa svoje planine medu ljude da im iz svojeg obilja održi niz govora o najraznovrsnijim životno-filozofskim problemima. Glavna tema je volja i moć nadčovjeka koja se postavlja kao novo mjerilo svih vrijednosti i postupaka, jer religijski i metafizički Bog više ne može biti orijentacija. Cilj je postaviti nova mjerila čovjeku, moralu i povijesti. Nekadašnje vrijednosti i ideali više ne vrijede, potrošeni su i razotkriveni. 
Knjiga ima labavu strukturu. Svaki dio može se čitati neovisno o drugim tekstovima. Djelo je povezano u cjelinu preko lika Zaratustre i njegove namjere da ljudima objavi novo učenje. U prvom djelu, Zaratustra odlazi na trgove i u gradove i pokušava većinu ljudi pridobiti za svoju stvar. Potom, nakon što je posijao sjeme svoje poruke, ponovno se povlači u samoću. U drugom dijelu, obraća se samo svojim sljedbenicima. No ključne misli, koje postupno sazrijevaju u njemu, on još uvijek drži skrivene od njih. Ponovno bira samoću, da bi u trećem dijelu otkrio svoje najvažnije misli, posljednju tajnu svojeg učenja. Tu govori kao osamljeni pojedinac, okružen samo svojim životinjama. U posljednjem, četvrtom dijelu, sada već sijedi Zaratustra razgovara samo s onima koje naziva višim ljudima: tražiteljima smisla koji u praznini modernog života ne mogu naći utjehu, ali koji su izgubili stare ideale. 
Zatarustrina poruka sažima se u nalogu da se svijetu kaže da, i to svijetu onakav kakav jest i kakav je oduvijek bio. Ovaj nalog ne traži žrtvovanje života radi ideala koji kleveću ovaj svijet i obmanjuju nas pričama o onostranostima. Svojim djelom Nietzsche želi sagledati svijet koji nije prekriven velom metafizike i morala. Prema njemu, smisao svijeta ne leži u Bogu niti u nekom moralnom poretku, nego se nalazi u njemu samom. Čovjek se treba osloboditi tereta uma, duha i morala, treba se okrenuti konkretnom, osjetilnom svijetu, u ovostranom pronaći i naći smisao.
Nadčovjek je za Nietzschea smisao zemlje. On je najviši stupanj samoostvarenja čovjeka. Čovjek je pokušaj, eksperiment koji tek u nadčovjeku uspijeva. Nadčovjek je mudar, ponosan, smion, bezbrižan, stvaralački i otvoren za promjene. On i patnje i prolaznost doživljuje kao izvor ugode. Ključne riječi ovog novog držanja su tijelo i zemlja. Nietzsche tijelu daje prednost pred duhom i dušom. Umjesto vladavine uma i besmrtnosti duše, slavi zanos tijela. Nadčovjek je okrenut zemlji, koju ne doživljuje kao mrtvu tvar, nego kao stvaralačku silu preobražaja.
Snagu koja prožima sva bića i koja vlada svijetom Nietzsche shvaća kao izvor svih istinskih vrijednosti i vrlina i naziva je volja za moć, odnosno neiscrpna volja za rađanjem i životom. Stvaranje, rađanje i nastajanje jesu najvažniji atributi ove pozitivno shvaćene snage.
"Zaratustra" je njemačka verzija imena perzijskog proroka Zoroastra (Zaraθuštra), osnivača zoroastrizma, koji je snažno utjecao na judaizam i potom kršćanstvo. Dakle, knjiga ne prikazuje perzijskog osnivača religije, koji je prvi podijelio svijet na dobro i zlo i time postao zastupnikom moralnog tumačenja svijeta, nego se njegovo ime koristi kao ime vjesnika novog učenja u znaku ukidanja moralnog načina tumačenja svijeta.  Najznamenitiji odlomak nalazi se na početku knjige: Zaratustra se spušta s planine, razgovara s nekim starim čovjekom i zatim se pita: "Je li moguće da on još nije čuo da je Bog mrtav?"
Zbog svojih razmatranja to je jedno od najpoznatijih filozofskih djela ovoga autora, a stil pisanja je nedvosmisleno svrstao Zaratustru i u vrhunce svjetske književnosti.

## Prijevodi na hrvatski jezik
Prvi prijevod ovog djela na hrvatski jezik načinio je filozof i estetičar Danko Grlić 1962. godine. Najnoviji prijevod je djelo filozofa Maria Kopića i objavljen je u Zagrebu 2009. godine. Kopić je također djelo preveo i biblijskim stilom pod naslovom Tako govoraše Zaratustra, a taj je prijevod objavljen u Dubrovniku 2018. godine.